# Silvia Tognoloni
Silvia Tognoloni (Roma, 18 giugno 1961) è una doppiatrice, dialoghista e direttrice del doppiaggio italiana.

## Biografia
Fra le attrici a cui ha prestato più frequentemente la voce ci sono Angelina Jolie, Jennifer Connelly e Jennifer Grey, oltre ad aver doppiato Lisa Bonet ne I Robinson.
Ha inoltre doppiato vari personaggi di telenovelas, ed è nota soprattutto per aver prestato la sua voce ad una delle attrici più rappresentative del genere, Grecia Colmenares, in ben dieci produzioni (tra cui un ridoppiaggio).
Nel doppiaggio di prodotti d'animazione ha dato la voce a Clara in Heidi, Reika Sanjo in Daitarn 3, Sayaka Yumi in Grande Mazinga, Jun Kazama in Tekken - The Animation, Taru Nanba in Hurricane Polimar, Re-l Mayer in Ergo Proxy e Luna in Kyashan il ragazzo androide.
Di recente si è trasferita in Francia.

## Doppiaggio

### Film
- Angelina Jolie in Lara Croft: Tomb Raider, Original Sin, Tomb Raider - La culla della vita, Beyond Borders - Amore senza confini, The Good Shepherd - L'ombra del potere
- Jennifer Connelly ne Le avventure di Rocketeer, Innocenza infranta, Dark City, The Hot Spot - Il posto caldo
- Jennifer Grey in Dirty Dancing - Balli proibiti, I maledetti di Broadway, Lover's Knot
- Elisabeth Shue in Karate Kid - Per vincere domani, Link, Un pezzo da venti
- Tammy Lauren in Nella tana del serpente, Ho visto cosa hai fatto e so chi sei
- Marisa Tomei in Qualcuno come te, Equinox
- Mary Stuart Masterson in Un meraviglioso batticuore, Uno strano caso
- Mira Sorvino in Beautiful girls, Barcelona
- Shawnee Smith in Chi è Harry Crumb?, Blob - Il fluido che uccide
- Michael Michele in Come farsi lasciare in 10 giorni, Indagini sporche
- Kari Wuhrer in Anaconda, Boulevard
- Marie Bunel ne L'innocenza del peccato, Bellamy
- Kerry Washington ne I Fantastici 4, I Fantastici 4 e Silver Surfer
- Lynn-Holly Johnson in Solo per i tuoi occhi
- Suzanna Hamilton in La mia Africa
- Courteney Cox ne I dominatori dell'universo
- Heather Langenkamp in Nightmare 3 - I guerrieri del sogno
- Uma Thurman ne La grande promessa
- Jennifer Jason Leigh in The Hitcher - La lunga strada della paura
- Kristin Scott Thomas in Omicidio a circuito chiuso
- Heather Graham in Shout
- Aida Turturro in Quell'uomo sarà mio
- Halle Berry in In corsa con il sole
- Sadie Frost in Duca si nasce!
- Claire Danes in Piccole donne
- Thandie Newton in Intervista col vampiro
- Frederique Feder in Tre colori: Film rosso
- Patrìcia Pillar in O Quatrilho
- Lauren Holly in Dragon - La storia di Bruce Lee
- Jennifer Lien in American History X
- Christina Applegate ne Il grande colpo
- Joey Lauren Adams in Big Daddy - Un papà speciale
- Melora Walters in Magnolia
- Kate Hudson in Gossip
- Zooey Deschanel in Abandon - Misteriosi omicidi
- Yukiko Okamoto in Returner - Il futuro potrebbe essere storia
- Rebecca Romijn-Stamos in Rollerball
- Rosalind Chao in Se solo fosse vero
- Georgie Parker ne Le verità negate
- Keegan Connor Tracy in Words and Pictures
- Elizabeth Taylor in Gran Premio (ridoppiaggio)
- Susan Lynch in Svegliati Ned
- Katharine Towne in Lo scapolo d'oro

### Serie televisive
- Lisa Bonet ne I Robinson e Tutti al college
- Andrea Anders in Joey, The Class - Amici per sempre
- Janet Jackson e Carrie Hamilton in Saranno famosi
- Jean Rasey e Susan Buckner ne I misteri di Nancy Drew
- Justine Bateman in Casa Keaton
- Natacha Muller ne Il commissario Cordier
- Jessica Hecht in Friends
- Alycia Purrott in Power Rangers S.P.D.
- Diane Farr in Numb3rs
- Leslie Silva in Providence
- Melora Walters in Big Love
- Marsha Thomason in Las Vegas
- Heather Locklear in Dynasty
- Claire Yarlett ne I Colby
- Connie Needham ne La famiglia Bradford
- Kathryn Hahn in Crossing Jordan
- Michelle Clunie in Make It or Break It - Giovani campionesse
- Meredith Eaton in In tribunale con Lynn
- Amy Carlson in Squadra emergenza
- Laura Bruneau ne Il profumo del potere
- Toni Lewis in Homicide
- Guinevere Turner in The L Word
- Justine Bateman in Casa Keaton
- Jenilee Harrison in Tre cuori in affitto
- Alicia Lagano in All About Us
- Suzy Nakamura in Mammi si diventa
- Rosalind Chao in Star Trek: The Next Generation
- Tawny Cipress in 100 Centre Street
- Katie Rich in Booker
- Drew Barrymore in 2000 Malibu Road
- Vicki Schreck in Alla conquista del west
- Mary Beth Rubens in E.N.G. - Presa diretta
- Holly Aird in Waking the Dead
- Caroline Grothgar in Un caso per due
- Laly Meignan in Gli amici del cuore
- Cathy Andrieu in Helene e i suoi amici

### Soap opera e telenovelas
- Grecia Colmenares in Manuela, Milagros, Topazio, Azucena, Maria (ridoppiaggio), Grecia, Ribelle, Romanzo, Primo amore, Giorni grevi, La voce del Signore
- Sandra Juhasz in Ines, una segretaria da amare, Primavera, Marilena, La ragazza del circo
- Glória Pires in Agua Viva, Fiore selvaggio
- Lilibet Stern, Andrea Evans e Tricia Cast (1ª voce) in Febbre d'amore
- Maria Alejandra Martin ne La storia di Amanda
- Cecilia Gabriela in La mia piccola solitudine
- Mariana Levy ne Il prezzo di una vita
- Laure Saupique in Venti del nord
- Noëlle Balfour in Principessa
- Andrea Solter in Stefanie

### Film d'animazione
- Faline da cucciola in Bambi (ed. 1968)
- Shelley Marsh in South Park - Il film: più grosso, più lungo & tutto intero
- Jun Kazama in Tekken - The Animation
- Biancaneve in Biancaneve - E vissero felici e contenti

### Serie animate
- Clara in Heidi
- Sayaka Yumi ne Il Grande Mazinga
- Hiroko Shinada ne Il destino di Kakugo
- Eriya ne I cieli di Escaflowne
- Teru (2ª voce) in Hurricane Polimar
- Reika Sanjo ne L'imbattibile Daitarn 3 (2° doppiaggio)
- Mrs. Crabtree in South Park[1] (1° doppiaggio)
- Re-l Mayer in Ergo Proxy
- Luna in Kyashan - Il ragazzo androide
- Marianne Aura Cayzen in Trigun
- Pepê Lima in Michiko e Hatchin
- Mora Bascht in Mobile Suit Gundam 0083: Stardust Memory[2]